# Fase3 Tour
Fase3 Tour é a terceira turnê da cantora e drag queen brasileira Gloria Groove para promover o seu extended play (EP) Alegoria (2019). A turnê iniciou no dia 19 de junho de 2019 em São Paulo no Audio Club. A turnê de Gloria enfatiza três pilares de nossa existência: corpo, alma e espírito, e também por traçar a evolução da espécie.

## Repertório
1. "Arrasta"
2. "Quem te joga"
3. "A Caminhada"
4. "Gloriosa"
5. "Não Para"
6. "Muleke Brasileiro"
7. "Mi Gente"
8. "Só o Amor"
9. "Mil Grau"
10. "Provocar"
11. "Bumbum de Ouro"
12. "Magenta Cash"
13. "Necômancia"
14. "Coisa Boa"
15. "Yoyo"

## Datas
| Data                      | Cidade                    | País                      | Local                         |
| América do Sul - 1ª parte | América do Sul - 1ª parte | América do Sul - 1ª parte | América do Sul - 1ª parte     |
| ------------------------- | ------------------------- | ------------------------- | ----------------------------- |
| 19 de junho de 2019       | São Paulo                 | Brasil                    | Audio Club                    |
| 20 de junho de 2019       | Uberaba                   | Brasil                    | Copa Inter Atléticas 2019     |
| 23 de junho de 2019       | São Paulo                 | Brasil                    | Parada LGBT                   |
| 28 de junho de 2019       | Brasília                  | Brasil                    | Estádio Mané Garrincha        |
| 30 de junho de 2019       | Lins                      | Brasil                    | Casa da Cultura de Lins       |
| Europa                    |                           |                           |                               |
| 12 de julho de 2019       | Lisboa                    | Portugal                  | LAV Lisboa                    |
| 13 de julho de 2019       | Dublin                    | Irlanda                   | Button Factory                |
| 14 de julho de 2019       | Porto                     | Portugal                  | Teatro Sá da Bandeira         |
| América do Sul - 2ª parte |                           |                           |                               |
| 3 de agosto de 2019       | Santos                    | Brasil                    | Club de Regatas Vasco da Gama |
| 10 de agosto de 2019      | Volta Redonda             | Brasil                    | Clube Comercial               |
| 17 de agosto de 2019      | Rio de Janeiro            | Brasil                    | Vivo Rio                      |
| 30 de agosto de 2019      | São Paulo                 | Brasil                    | Audio Club                    |
| 7 de setembro de 2019     | Chapecó                   | Brasil                    | FASUL                         |
| 8 de setembro de 2019     | Brasília                  | Brasil                    | Estádio Mané Garrincha        |
| 27 de setembro de 2019    | Rio de Janeiro            | Brasil                    | Rock in Rio 2019              |
| 4 de outubro de 2019      | São Paulo                 | Brasil                    | Sambódromo do Anhembi         |
| 5 de outubro de 2019      | Porto Alegre              | Brasil                    | Casa do Gaúcho                |
| 11 de outubro de 2019     | Belém                     | Brasil                    | Espaço Náutico Marine         |
| 19 de outubro de 2019     | Lavras                    | Brasil                    | Parque de Exposição           |
| 14 de novembro de 2019    | São José dos Campos       | Brasil                    | O Inter 2019                  |
| 19 de novembro de 2019    | Rio de Janeiro            | Brasil                    | HUB RJ                        |
| 23 de novembro de 2019    | Vinhedo                   | Brasil                    | Hopi Hari                     |
| 30 de novembro de 2019    | São Paulo                 | Brasil                    | Audio Club                    |
| 7 de dezembro de 2019     | Londrina                  | Brasil                    | Parque Governador Ney Braga   |
| 25 de janeiro de 2020     | São Paulo                 | Brasil                    | Portuguesa                    |
| 1 de fevereiro de 2020    | Rio de Janeiro            | Brasil                    | Evento Fechado                |
| 23 de fevereiro de 2020   | Natal                     | Brasil                    | Centro Histórico de Natal     |
| 24 de fevereiro de 2020   | São Paulo                 | Brasil                    | Bloco das Gloriosas           |
| 26 de fevereiro de 2020   | Cametá                    | Brasil                    | Estação Tucumã                |

## Datas canceladas
| Data                  | Cidade    | País   | Local              | Motivo do adiamento  |
| --------------------- | --------- | ------ | ------------------ | -------------------- |
| 21 de março de 2020   | Santos    | Brasil | Navio Chilli Beans | Pandemia da COVID-19 |
| 16 de maio de 2020    | Fortaleza | Brasil | Complexo Armazém   | Pandemia da COVID-19 |
| 10 de outubro de 2020 | Natal     | Brasil | Arena das Dunas    | Pandemia da COVID-19 |